# John Bagger
John Alban Bagger, född 19 maj 1874 i Göteborgs domkyrkoförsamling, Göteborg, död 24 oktober 1956 i Sankt Görans församling, Stockholm, var en svensk arkitekt och grafiker.

## Biografi
Han var son till kamreren Alban A Bagger och Johanna Augusta Amalia Liljegren och från 1905 gift med Elin Söderström (1880–1962).
Bagger studerade 1891–1897 vid Chalmers tekniska läroanstalt i Göteborg och 1898–1901 vid Kungliga Akademien för de fria konsternas arkitekturskola i Stockholm där han lärde sig etsning vid Axel Tallbergs etsningsskola.
Bagger var från 1905 anställd som extra arkitekt vid Stockholms stads byggnadsnämnd. Från 1913 var han tillförordnad vice stadsarkitekt, samt från 1922 ordinarie vice. Tillsammans med kollegan i byggnadsnämnden Sigurd Westholm bedrev de båda mellan 1901 och 1913 arkitektkontoret Westholm & Bagger. 
Duon står tillsammans bakom 18 hus i huvudstaden, i huvudsak bostadshus, men hade även viss produktion på landsorten så som Gamla Tingshuset i Häljebol. Baggers egen produktion i huvudstaden är mer sparsam efter 1913, men på 1920-talet ritade han bland annat Schneidlerska villan i Eriksbergsområdet. Han var även verksam som grafiker  och är representerad vid Nationalmuseum i Stockholm med ett antal etsningar med arkitekturmotiv.
Makarna Bagger är begravda på Norra begravningsplatsen utanför Stockholm.

## Bilder

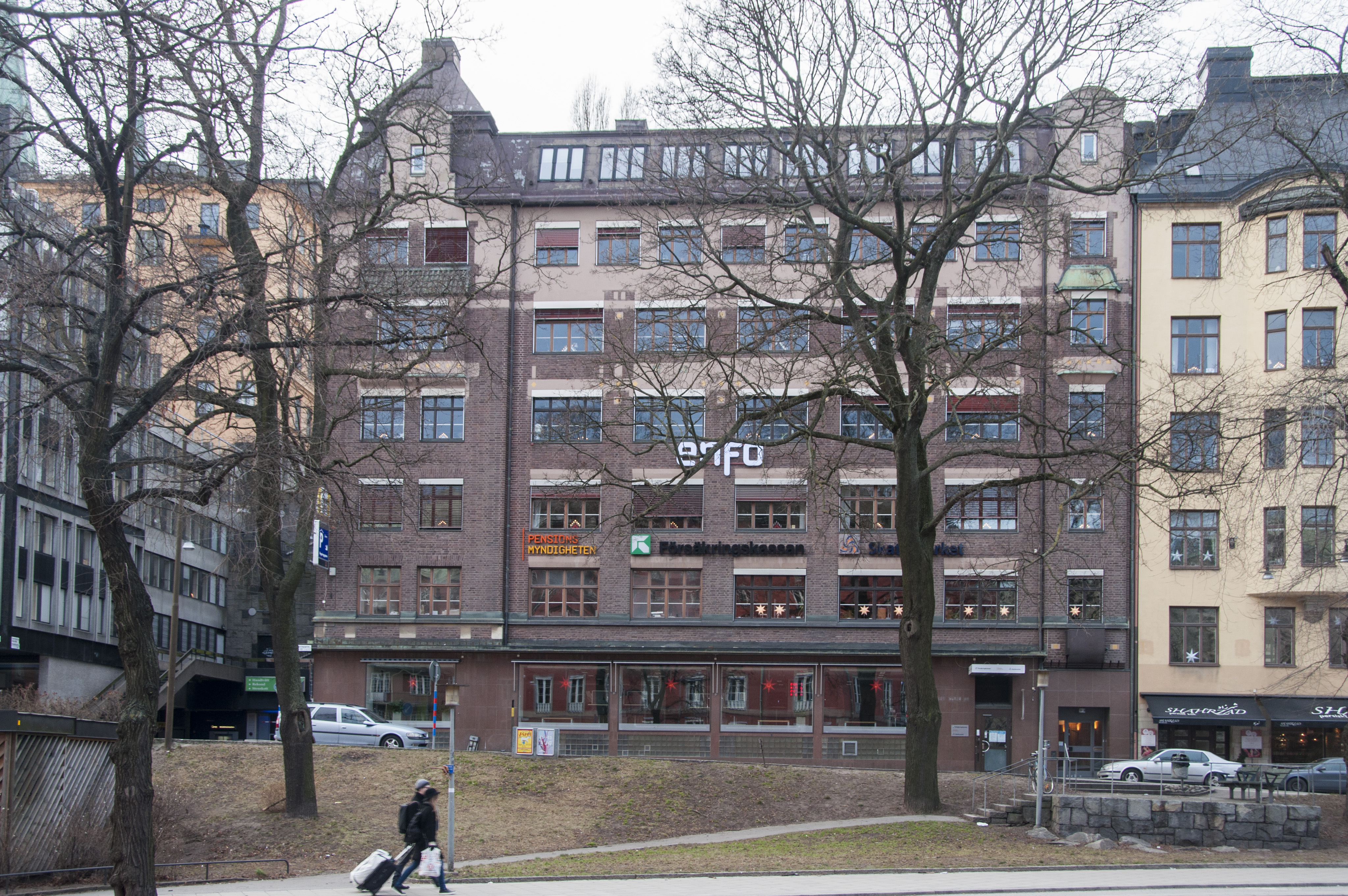
Förlagshus för AB Herzog & Söner på Regeringsgatan 109 i Stockholm
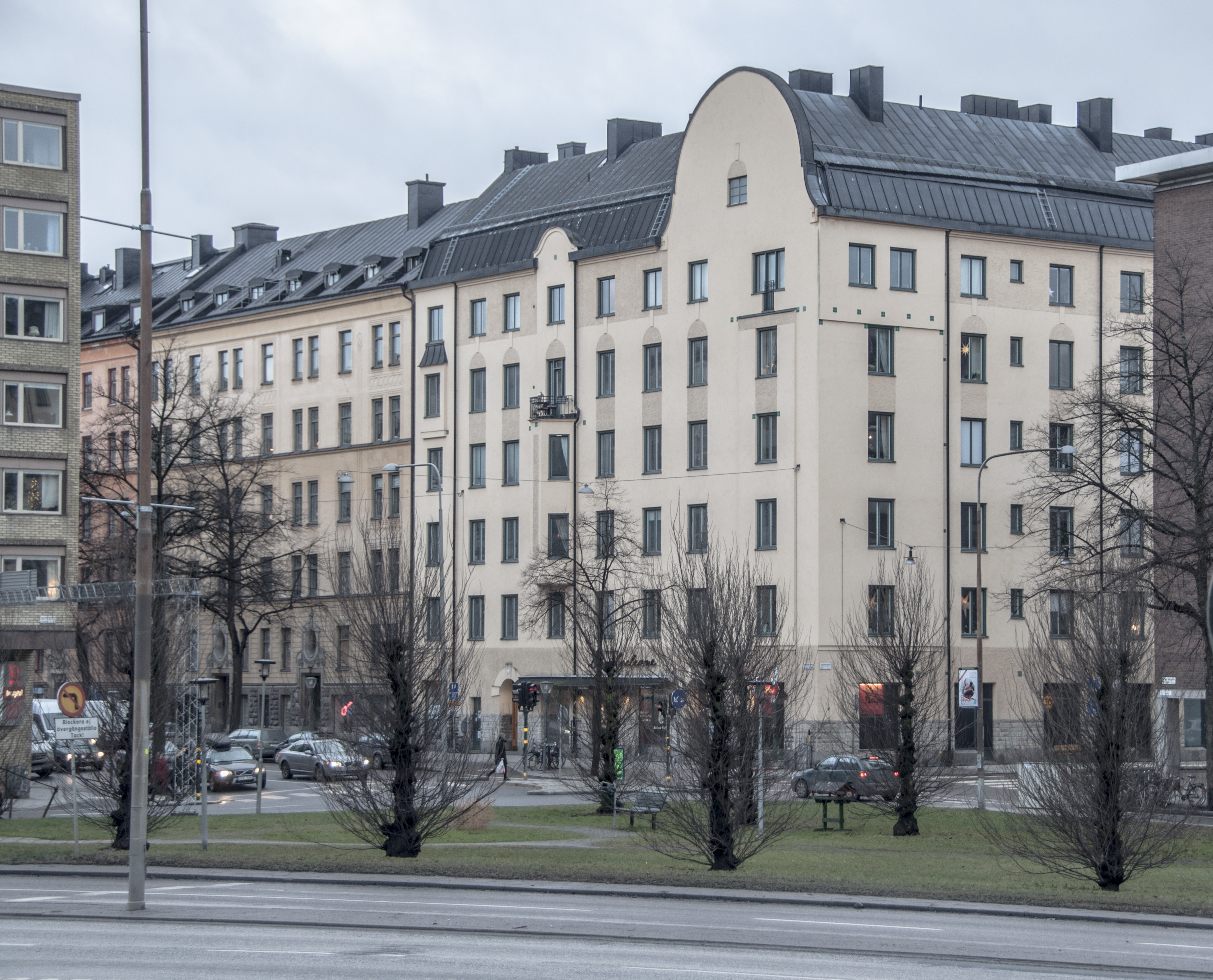
Birger Jarlsgatan 115
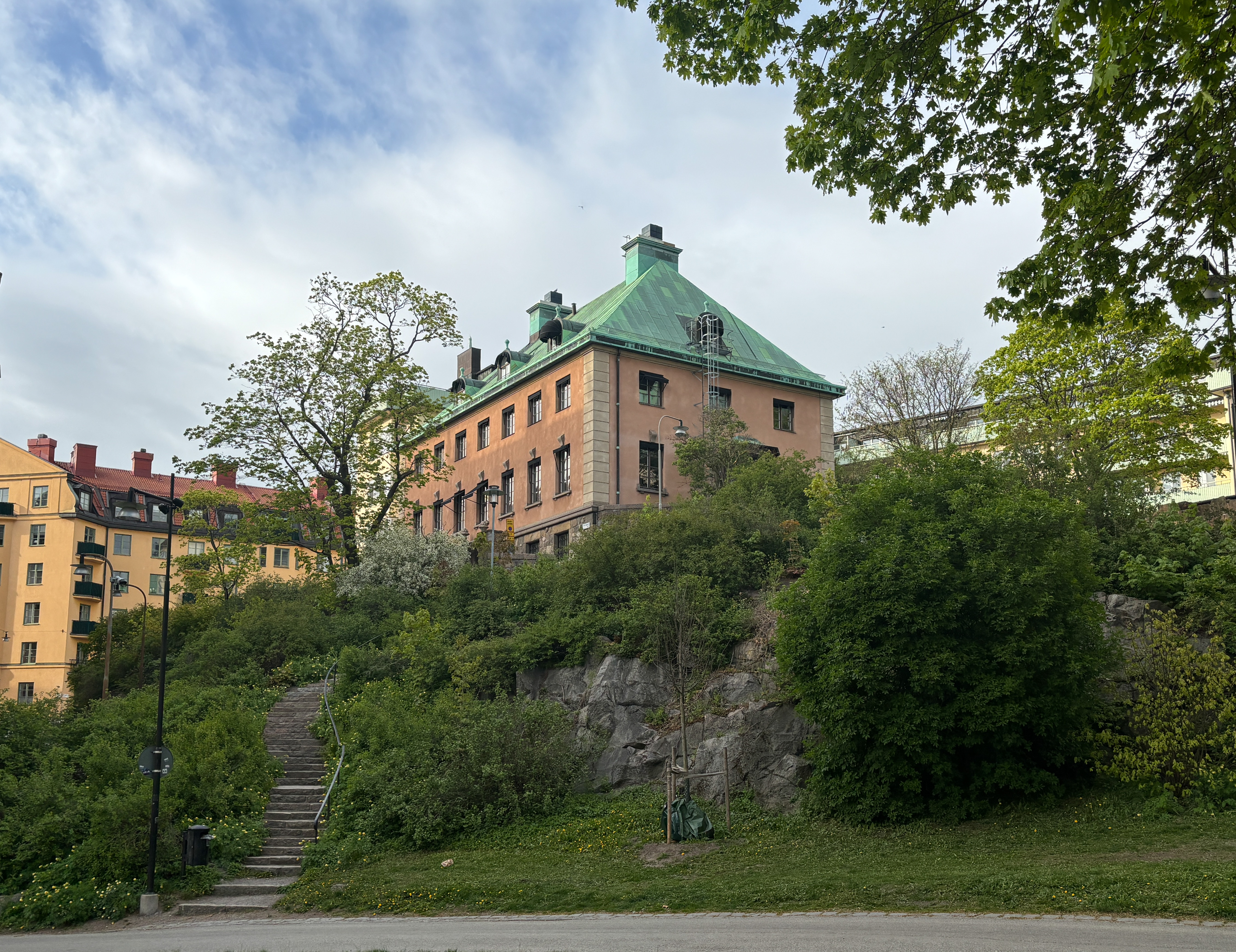
Schneidlerska villan i Eriksbergsområdet i Stockholm
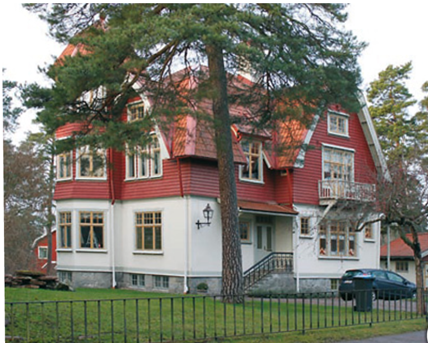
Burevägen 13. En av två villor i Djursholm ritade av John Bagger. Systervillan på Tulevägen 19
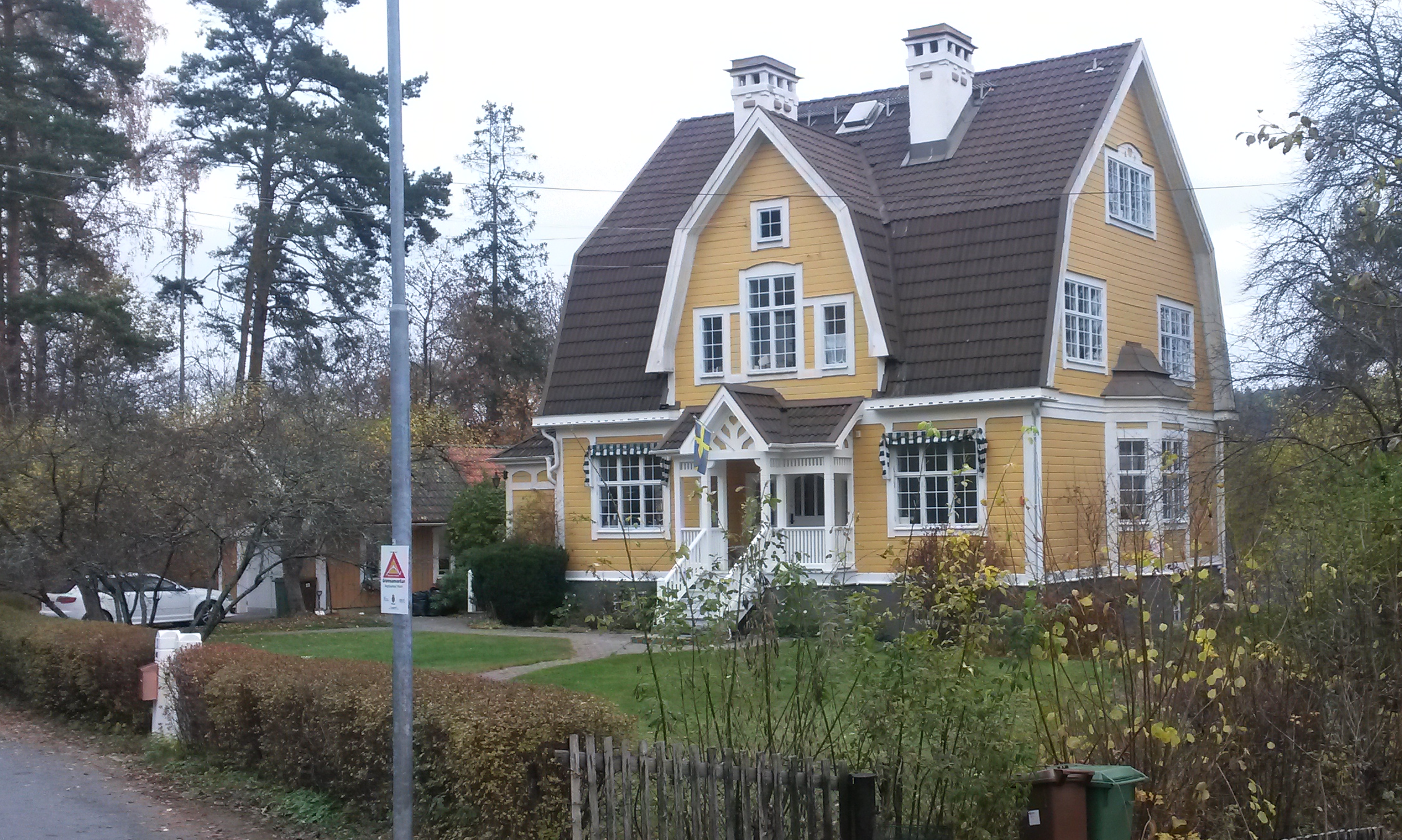
Brunkebergsåsen 44, Norrviken

## Stockholmsverk i urval i samarbete med Westerholm
- Birger Jarlsgatan 115 (1912–1913)
- Burevägen 13 (1909)

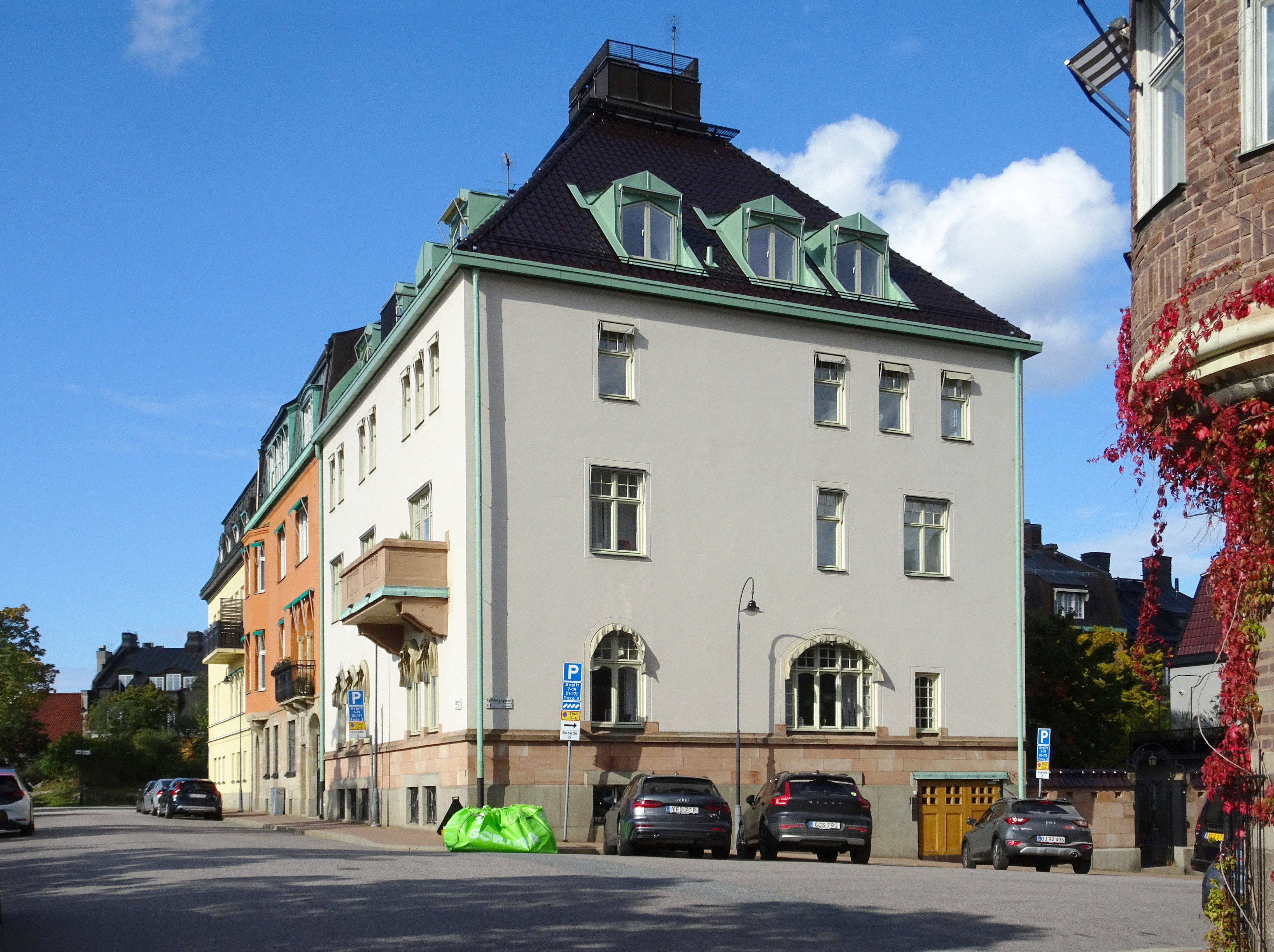
Trädlärkan 10, Friggagatan 8 för vinhandlaren Helge Drangel 1909.

- Trädlärkan 10, Friggagatan 8 (1909–1910)
- Folkungagatan 61 (1911–1912)
- Grevgatan 65 & 67 (1912–1913)
- Heimdalsgatan 3 (1906–1909)
- Heimdalsgatan 5 (1905–1907)
- Regeringsgatan 109 (1910)
- Riddargatan 35 (1911–1912)
- S:t Eriksgatan 92 (1912–1913)
- Styrmansgatan 19 (1907–1908)
- Skeppargatan 80 (1912–1913)
- Tomtebogatan 26 (1905–1906)
- Tomtebogatan 28 (1906–1907)
- Tulevägen 19 (1904)
- Vanadisvägen 24 (1911–1913)